# Russell Coutts
Russell Coutts (ur. 1 marca 1962 w Wellington) – nowozelandzki żeglarz, mistrz olimpijski w klasie Finn z igrzysk w Los Angeles w 1984, trzykrotny triumfator Regat o Puchar Ameryki.
Początkowo startował w klasie Finn, gdzie jego największym sukcesem był złoty medal olimpijski podczas igrzysk w Los Angeles. Następnie startował w mistrzostwach świata w match racingu, które trzykrotnie wygrywał.
W 1995 wszedł w skład nowozelandzkiego syndykatu Black Magic, który zdobył po raz pierwszy dla Nowej Zelandii Puchar Ameryki. W 2000 z sukcesem bronił tego trofeum. Następnie wzbudzając wiele kontrowersji opuścił nowozelandzki zespół i w 2003 roku wywalczył puchar dla Szwajcarii. Po tym sukcesie opuścił syndykat Allinghi, jednak wcześniej podpisał umowę, zobowiązującą go do nieuczestniczenia w kolejnej edycji regat. Zamiast tego w 2005 roku zaangażował się w rozwój nowej klasy – RC 44.

## Osiągnięcia sportowe
- 1981 – mistrz świata juniorów w klasie Finn
- 1984 – mistrz olimpijski w klasie Finn
- 1992 – mistrz świata w match racingu
- 1993 – mistrz świata w match racingu
- 1993 – zwycięzca Admiral’s Cup na jachcie Pinta
- 1995 – zdobywca Pucharu Ameryki
- 1996 – mistrz świata w match racingu
- 2000 – zdobywca Pucharu Ameryki
- 2001 – mistrz świata w klasie 12
- 2001 – mistrz świata w klasie Farr 40
- 2003 – zdobywca Pucharu Ameryki
- 2006 – mistrz świata w klasie Farr 40